# Tápiószele
Tápiószele  este un oraș în districtul Nagykáta, județul Pesta, Ungaria, având o populație de 6.078 de locuitori (2011). 

## Demografie
Componența etnică a orașului Tápiószele
     Maghiari (92,01%)
     Romi (6,66%)
     Necunoscut (0,3%)
     Alții (1,03%)
Componența confesională a orașului Tápiószele
     Romano-catolici (43,09%)
     Fără religie (12,7%)
     Reformați (8,14%)
     Luterani (1,3%)
     Necunoscută (34,01%)
     Alte religii (2,11%)
Conform recensământului din 2011, orașul Tápiószele avea 6.078 de locuitori. Din punct de vedere etnic, majoritatea locuitorilor (92,01%) erau maghiari, cu o minoritate de romi (6,66%). Apartenența etnică nu este cunoscută în cazul a 0,3% din locuitori. Nu există o religie majoritară, locuitorii fiind romano-catolici (43,09%), persoane fără religie (12,7%), reformați (8,14%) și luterani (1,3%). Pentru 34,01% din locuitori nu este cunoscută apartenența confesională.